# Kiomonia conspersa
Kiomonia conspersa är en insektsart som beskrevs av Schmidt 1911. Kiomonia conspersa ingår i släktet Kiomonia och familjen sköldstritar. Inga underarter finns listade i Catalogue of Life.